# Dreyer’s
Dreyer’s Grand Ice Cream, Inc. — американская компания по производству мороженого, основанная в 1928 году в Окленде, штат Калифорния. Два фирменных бренда компании, Dreyer’s Grand Ice Cream и Edy’s Grand Ice Cream, названы в честь её основателей, Уильяма Дрейера и Джозефа Эди. Продукты бренда Dreyer’s продаются на западе США и в Техасе, в то время как продукты бренда Edy’s продаются на Востоке и Среднем Западе США.
В 2002 году компания Dreyer’s была приобретена швейцарской компанией Nestlé. В 2020 году Froneri, совместное предприятие Nestlé и PAI Partners, согласилось взять на себя все подразделения Nestlé по производству мороженого в США, включая Dreyer’s, Häagen-Dazs и Drumstick.

## История
Два фирменных бренда компании, Edy’s и Dreyer’s, названы в честь основателей компании: Джозефа Эди, производителя сладостей, и Уильяма Дрейера, производителя мороженого. Джозеф Оливер Эди родился в Миссури и вырос в Монтане. В 1910-х годах Эди управлял домашним кафе с конфетами и мороженым на улице 122 North Broadway в Биллингсе, штат Монтана. В 1920-х годах он и его жена Грейс решили присоединиться к брату в Калифорнии. В 1925 году Джозеф Эди открыл двери магазина конфет Edy’s Character Candies в Окленде. Высококачественные конфеты Эди быстро стали признаны одними из лучших в районе Восточного залива, и вскоре Эди управляла шестью магазинами. В 1920-х годах Уильям Дрейер также управлял бизнесом по производству мороженого в калифорнийской молочной общине Висейлия. В 1926 году он был нанят для управления новым крупным заводом в Окленде для National Ice Cream. Находясь в Окленде, он познакомился с Джо Эди.
В 1928 году Эди и Дрейер решили объединить усилия для производства мороженого. Они обзавелись небольшой фабрикой и запустили мороженое Edy’s Grand Ice Cream («Grand» отражало их адрес на Гранд-авеню в Окленде). Они сосредоточились на творческих инновациях, чтобы «подпитывать» своё небольшое предприятие. Например, двое мужчин использовали знания и опыт Джозефа Эди в изготовлении конфет, чтобы создать оригинальное мороженое Rocky Road из комбинации вкусов, ранее изобретённых Эди. Шоколадный, зефирный и ореховый вкусы были названы Rocky Road как средство описания текстуры мороженого, а также беспокойных экономических времён Великой депрессии.
Эди и Дрейеру также приписывают создание вкусов Toasted Almond и Candy Mint. В то время мороженое имело ограниченные вкусы, такие как ваниль, шоколад и клубника, но Rocky Road, представленный в 1929 году, являлся одним из вкусовых сочетаний. Поскольку в то время производились только большие зефиры, Дрейер использовал швейные ножницы своей жены, чтобы разрезать зефир на небольшие кусочки и сделать первую партию Rocky Road.
В 1947 году партнёрство было расторгнуто, а в 1953 году Уильям Дрейер-младший взял на себя управление и изменил название на Dreyer’s Grand Ice Cream. В 1963 году Дрейер-младший продал компанию своим ключевым должностным лицам — Элу Вольфу, который управлял заводом, Бобу Буну, который руководил дистрибуцией, и Кену Куку, который управлял продажами и занимал пост президента с 1963 по 1977 год. Видение Кука заключалось в том, чтобы предоставить американским семьям по-настоящему премиальное мороженое, которым они могли бы наслаждаться дома. В 1977 году, с объёмом продаж в 6 миллионов долларов и численностью сотрудников в 75 человек, Кук продал компанию Т. Гэри Роджерсу и У. Ф. «Рику» Кронку за 1 миллион долларов. В 1981 году компания расширилась и вновь приняла название Edy's Grand Ice Cream при продаже своей продукции к востоку от Скалистых гор.
В 2002 году компания Nestlé согласилась приобрести Dreyer’s за 3,2 миллиарда долларов. В декабре 2019 года компания Nestlé объявила, что продаст все свои предприятия по производству мороженого в США (включая Dreyer’s, Häagen-Dazs и Drumstick) компании Froneri, глобальному производителю мороженого, которым Nestlé владеет совместно с PAI Partners.